# 万物斉同
万物斉同（ばんぶつせいどう、中国語: 萬物齊同）とは、荘子が唱えた、万物は道の観点からみれば等価であるという思想である。
荘子は物事の真実たる「道」に至ることが、徳だと考えた。人はとかく是非善悪といった分別知をはたらかせるが、その判断の正当性は結局は不明であり、また、一方が消滅すればもう一方も存立しない。つまり是非善悪は存立の根拠がひとしくて同質的であり、それを一体とする絶対なるものが道である。
このようにみれば、貴賤（きせん）などの現実の社会にある礼法秩序も、すべて人の分別知の所産による区別的なものとわかる。それどころか、生死ですら同一であり、生も死も道の姿の一面にすぎないと言うのである。